# Bep Turksma
Hulda Elisabeth Bep Turksma (geboren 11. Mai 1917 in Rotterdam; gestorben 21. September 1987 in Antwerpen) war ein niederländisches Mitglied  des Widerstandes gegen die deutschen Besatzung der Niederlande im Zweiten Weltkrieg. Sie wurde fälschlich von Friedrich Weinreb beschuldigt, ihn verraten zu haben.

## Leben
Bep Turksma wurde am 11. Mai 1917 in Rotterdam geboren. Sie war das ältere von zwei Kindern des jüdischen Textilhändlers David Simon Turksma (1889–1933) und Sara Israël Katan (1892–1943). Ihr Vater starb, als sie sechzehn Jahre alt war. Nach der Bombardierung Rotterdams im Mai 1940 zog sie mit ihrer Mutter nach Den Haag. Turksma engagierte sich im Delfter Studentenwiderstand und lieferte unter anderem gefälschte Ausweise. Sie wurde im August 1942 verhaftet und in das Durchgangslager Westerbork gebracht. Im Lager arbeitete sie tagsüber in der Buchhaltung und nachts als Krankenschwester. Sie konnte durch eine List Ende November ungehindert durch das Tor gehen und untertauchen. Am 8. Februar 1943 reiste sie über Turnhout und Antwerpen nach Paris. Den „freien“ Süden Frankreichs erreichte sie am 27. März, wurde dort jedoch am 1. April festgenommen. Erneut gelang ihr die Flucht aus einem Lager Ende Mai und sie ging nach Lyon. Von dort reiste sie mit falschen Papieren über das „neutrale“ Spanien nach Portugal. Am 17. April 1944 flog sie von Lissabon nach England. In London wurde sie Gastgeberin für die Englandfahrer im „Club Oranjehaven“, der im Juni 1942 von Königin Wilhelmina feierlich eröffnet worden war. Nach dem Krieg erfuhr sie, dass ihre Mutter in Sobibor und ihr Bruder Salomon (1922–1943), Patient in der jüdischen psychiatrischen Anstalt Het Apeldoornsche Bosch, in Auschwitz ermordet worden waren.

### Die Weinreb-Affäre
Nach der Befreiung der Niederlande arbeitete Bep Turksma als Sekretärin beim Niederländisch-Ostindien-Kautschukfonds und dann für das niederländische Außenministerium in Peru, Polen, Kenia und Den Haag. Sie führte 1965 in den Niederlanden eine in Peru entwickelte Lehrmethode für das Entwerfen und Herstellen von maßgeschneiderter Kleidung bzw. Haute Couture ein. An ihrem eigenen Institut Miraflores in Baarn lehrte sie dies mit einigem Erfolg. Nachdem sie in die Affäre um Friedrich Weinreb verwickelt worden war, musste sie ihr Institut krankheitsbedingt schließen. Weinreb wurde nach der Befreiung 1947 und 1949 wegen Hochverrats verurteilt. Turksma selbst hatte nie von ihm gehört, doch Weinreb behauptete in seinen Memoiren, sie habe ihn nach ihrer Verhaftung durch die deutsch Besatzung  im Jahr 1942 verraten.
Nachdem Turksma davon erfahren hatte, versuchte sie Kontakt zur Herausgeberin von Weinrebs Memoiren, Renate Rubinstein, aufzunehmen, die sie jedoch abwimmelte. Als Rubinstein kurz darauf an einem Forum zur Weinreb-Affäre in Groningen teilnahm, beteiligte sich Turksma an der Debatte und forderte eine Richtigstellung der Anschuldigungen, die Weinreb gegen sie erhoben hatte. Dies lehnte Rubinstein ab. Darauf reichte Turksma Klage wegen Verleumdung gegen sie ein. Die Anklage wurde für unzulässig erklärt, das Nationale Institut für Kriegsdokumentation (RIOD) kündigte jedoch eine eingehende Untersuchung des Falles an. Der Schriftsteller Willem Frederik Hermans verteidigte in der Presse und in seinem Buch „Von Wittgenstein bis Weinreb“, das 1970 erschien, Turksma. Mit Hilfe des ehemaligen englischen Matrosen und Herausgebers von Vrij Nederland, Mathieu Smedts, veröffentlichte sie 1971 ihre eigene Kriegsgeschichte.
Aufgrund des Berichts des RIODs aus dem Jahr 1976 wurde Turksma von allen Vorwürfen freigesprochen. Weinreb hatte sich alles über sie ausgedacht. Turksma bezog zu jener Zeit eine staatliche Rente und eine kleine Widerstandsrente. Fälschlich wurde am 18. Februar 1977 von der Boulevardzeitung  De Telegraaaf ihr Tod gemeldet, sie sagte darüber am nächsten Tag, dass sie darüber lachen könne. Bep Turksma war kein wehrloses Opfer, sondern eine besonnene und unternehmungslustige Widerstandskämpferin, die ihr Leben, wo immer sie konnte, selbst in die Hand nahm. Dies hatte sie mit ihrer gut vorbereiteten Flucht aus Westerbork und ihrer zweiten Flucht aus Lyon bis zu ihren entschlossenen Aktionen gegen Weinreb und Rubinstein bewiesen. In ihren letzten Jahren lebte sie in einer Wohnung in Antwerpen-Berchem, wo sie am 21. September 1987 im Alter von siebzig Jahren verstarb.

### Ehrungen
Ihre Biografie wurde in das Buch 101 Vrouwen en de oorlog der Historikerin und Schriftstellerin Els Kloek mit 101 Biografien von Frauen, die im Zweiten Weltkrieg im Kontext der niederländischen Geschichte eine Rolle spielten, aufgenommen.